# Püspökhatvan megállóhely
Püspökhatvan megállóhely egy Pest vármegyei vasúti megállóhely Püspökhatvan községben, a MÁV üzemeltetésében. A belterület délkeleti széle közelében helyezkedik el, közvetlenül a 2108-as út vasúti keresztezése mellett, közúti elérését is az az út biztosítja.

## Vasútvonalak
Az állomást az alábbi vasútvonalak érintik:
- Aszód–Balassagyarmat–Ipolytarnóc-vasútvonal

## Kapcsolódó állomások
A vasútállomáshoz az alábbi állomások vannak a legközelebb:
- Galgagyörk megállóhely (Aszód–Balassagyarmat–Ipolytarnóc-vasútvonal)
- Acsa-Erdőkürt vasútállomás (Aszód–Balassagyarmat–Ipolytarnóc-vasútvonal)

## Forgalom
| Járat | Útvonal | Gyakoriság |
| ----- | --- | ---------- |
| S780  | (Hatvan – Tura – Galgahévíz – Hévízgyörk –) Aszód – Iklad-Domony – Iklad-Domony felső – Galgamácsa – Galgagyörk – Püspökhatvan – Acsa-Erdőkürt – Galgaguta – Nógrádkövesd – Becske alsó – Magyarnándor – Mohora – Szügy – Balassagyarmat | 2 óránként |